# Джонстон-Ульрих, Ким
Ким Джо́нстон-У́льрих (англ. Kim Johnston-Ulrich; род. 24 марта 1955, Рипон, Калифорния) — американская актриса.

## Биография
Ким Шэрисс Джонстон родилась в Рипоне, Калифорния, дочь медсестры.
С 1983 по 1986 год Ульрих играла роль Дайаны Макколл в телесериале «Как вращается мир». В 1988 году она снялась в двух эпизодах телесериала «Оборотень». В 1990 году Ульрих появилась в сериале «Крылья» в роли Кэрол, бывшей жены Брайана. В 1993 году Ульрих появилась в пилотном эпизоде телесериала «Лоис и Кларк: Новые приключения Супермена» в роли доктора Антуанетт Бейнс, злодейского учёного. Она появилась в третьем сезоне сериала «Горец» в 1995 году. Она появилась в первом эпизоде «Убийстве дружественным огнем» 4-го сезона телесериала «Диагноз: убийство» в роли попустительной жены в 1996 году.
С 3 января 1981 года Ким замужем за режиссёром по работе с актёрами Робертом Джеем Ульрихом. У супругов есть двое детей — сын Купер Ульрих (род. 1993) и дочь Тирни Джой Ульрих (род. в октябре 2000).

## Избранная фильмография
| Год       |   | Русское название                          | Оригинальное название                        | Роль                                      |
| --------- | - | ----------------------------------------- | -------------------------------------------- | ----------------------------------------- |
| 1983      | ф | Зелиг                                     | Zelig                                        | участница конкурса красоты                |
| 1984      | с | Как вращается мир                         | As the World Turns                           | Дайана Макколл                            |
| 1985      | с | Ремингтон Стил                            | Remington Steele                             | Уитни Чэмберс                             |
| 1986      | с | Отель                                     | Hotel                                        | Трейси Бенедикт                           |
| 1986      | с | Команда «А»                               | The A-Team                                   | Элейн                                     |
| 1986      | с | Охотник                                   | Hunter                                       | Эллисон Кавали                            |
| 1987      | с | Сент-Элсвер                               | St. Elsewhere                                | Джина Пэрриш                              |
| 1988      | с | Весёлая компания                          | Cheers                                       | Рейчел Паттерсон                          |
| 1988—1991 | с | Мэтлок                                    | Matlock                                      | Сэнди Фаррелл / Лора Корниг               |
| 1990      | с | Звонящий в полночь                        | Midnight Caller                              | Ида Маршалл                               |
| 1991      | с | Даллас                                    | Dallas                                       | Бутси Эвинг                               |
| 1991      | с | Кто здесь босс?                           | Who's the Boss?                              | Кристин Моррисон                          |
| 1991      | с | Сёстры                                    | Sisters                                      | Тиффани Блю                               |
| 1992—1994 | с | Она написала убийство                     | Murder, She Wrote                            | Андреа Кромуэлл / Джулия Харрис           |
| 1993      | с | Лоис и Кларк: Новые приключения Супермена | Lois & Clark: The New Adventures of Superman | Доктор Антуанетт Бейнс                    |
| 1994      | с | Крутой Уокер: Правосудие по-техасски      | Walker, Texas Ranger                         | Лиза Даттон                               |
| 1994—1996 | с | Диагноз: убийство                         | Diagnosis: Murder                            | Барбара Спир / Кейт Дэвис / Джанин Фогель |
| 1995      | с | Отступник                                 | Renegade                                     | Офицер Элейн Харт                         |
| 1995      | с | Горец                                     | Highlander                                   | Кейрдвин                                  |
| 1998      | с | Седьмое небо                              | 7th Heaven                                   | Нэнси Рэндолл                             |
| 1999      | с | Теперь в любой день                       | Any Day Now                                  | Труди Деннис                              |
| 1999      | с | Третья планета от Солнца                  | 3rd Rock from the Sun                        | Дороти Страдвик                           |
| 1999—2008 | с | Страсти                                   | Passions                                     | Айви Уинтроп                              |
| 2005      | с | C.S.I.: Место преступления                | CSI: Crime Scene Investigation               | Миссис Левин                              |
| 2011      | с | Морская полиция: Спецотдел                | NCIS                                         | Нэнси Харгрув                             |
| 2011      | с | Менталист                                 | The Mentalist                                | Ким Картрайт                              |
| 2011      | с | Сверхъестественное                        | Supernatural                                 | Доктор Элеонор Визиак                     |
| 2012      | с | До смерти красива                         | Drop Dead Diva                               | Кейтлин Эндрюс                            |
| 2014      | с | Касл                                      | Castle                                       | Ленанн Дагмар                             |
| 2014      | с | Особо тяжкие преступления                 | Major Crimes                                 | Джанет Олсон                              |